# Liste von Exklaven und Enklaven

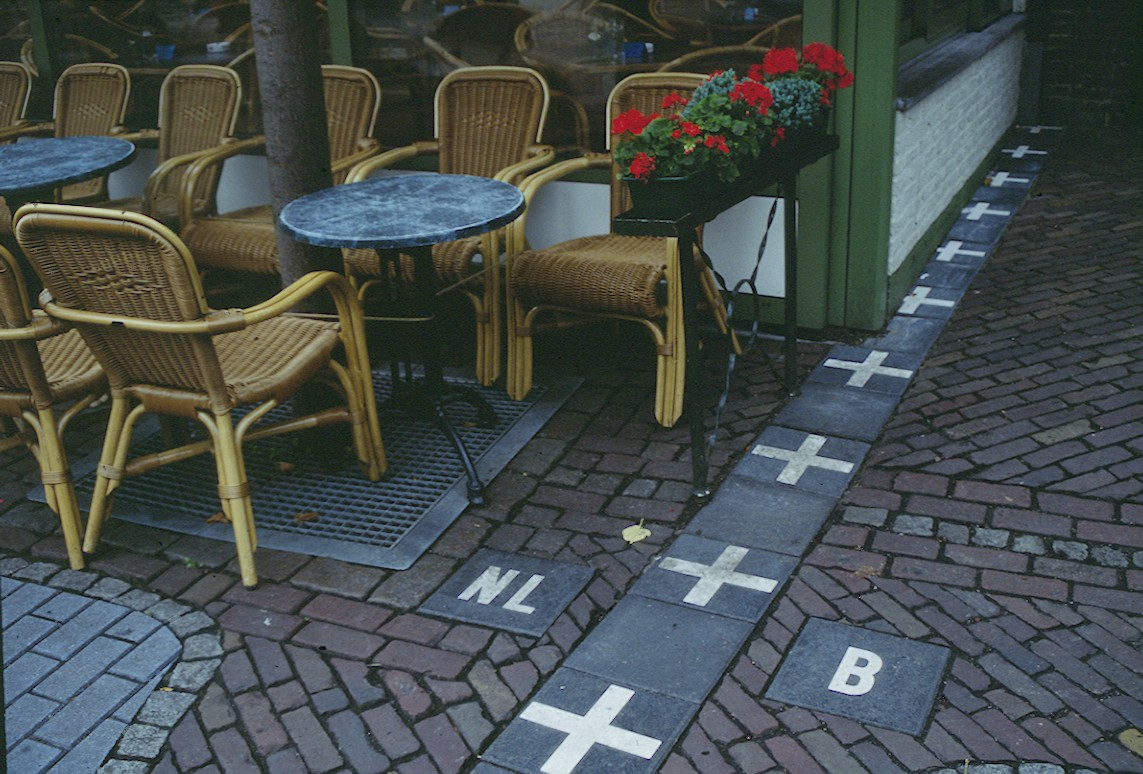
Eine komplizierte Grenzziehung in Europa findet sich in der belgisch-niederländischen Kleinstadt Baarle.

Die Liste von Exklaven und Enklaven führt Exklaven bzw. Enklaven auf staatlicher Ebene sowie einige Beispiele auf nichtstaatlicher Ebene auf.

## Exklaven und Enklaven auf internationaler Ebene
| Gebiet                                                         | Fläche in km² | Exklave(n) von                    | Enklave(n) in                | Bemerkungen, Lage |
| -------------------------------------------------------------- | ------------- | --------------------------------- | ---------------------------- | --- |
|                                                                |               |                                   |                              | |
| Afrika                                                         |               |                                   |                              | |
| Cabinda                                                        | 7.270,000     | Angola                            | –                            | Liegt zwischen den Gebieten der Republik Kongo (im Norden) und der Demokratischen Republik Kongo (im Süden). |
| Ceuta                                                          | 18,500        | Spanien                           | –                            | Spanische Exklave an der nordafrikanischen Mittelmeerküste, grenzt nur an Marokko. |
| Chizumulu                                                      | 3,000         | Malawi                            | Mosambik                     | Malawische Insel im Malawisee, komplett von mosambikanischem Hoheitsgewässer umgeben. |
| Likoma                                                         | 15,000        | Malawi                            | Mosambik                     | Malawische Insel im Malawisee, komplett von mosambikanischem Hoheitsgewässer umgeben. |
| Lesotho                                                        | 30.355,000    | –                                 | Südafrika                    | Lesotho ist ein souveräner Staat, der von Südafrika umschlossen ist. Von 1976 bis 1994 war Lesotho nach südafrikanischer Auffassung keine Enklave, da es in dieser Zeit auch an die von Südafrika für unabhängig erklärte Transkei grenzte.                                                                            |
| Melilla                                                        | 13,400        | Spanien                           | –                            | Spanische Exklave an der nordafrikanischen Mittelmeerküste, grenzt nur an Marokko. |
| Peñón de Vélez de la Gomera                                    | 0,019         | Spanien                           | –                            | Spanische Exklave an der nordafrikanischen Mittelmeerküste, grenzt nur an Marokko. |
| Amerika                                                        |               |                                   |                              | |
| Alaska                                                         | 1.717.854,000 | USA                               | –                            | Aus den 48 „Kontinental-Staaten“ auf dem Landweg nur über Kanada erreichbar. |
| Französisch-Guayana                                            | 83.534,000    | Frankreich                        | –                            | Seit 1946 als Übersee-Département Teil des französischen Staatsgebietes und damit Exklave. Grenzt an Brasilien und Suriname. |
| Islas Apipé                                                    |               | Argentinien                       | Paraguay                     | Argentinische Inselgruppe im Río Paraná, komplett von paraguayischem Hoheitsgewässer umgeben. |
| Isla Entre Ríos                                                |               | Argentinien                       | Paraguay                     | Eine unbewohnte argentinische Insel im Río Paraná, komplett von paraguayischem Hoheitsgewässer umgeben. 39 km westlich der Islas Apipé. |
| Isla Martín García                                             | 1,840         | Argentinien                       | Uruguay                      | Argentinische Insel im Mündungsgebiet des Río de la Plata, komplett von uruguayischem Hoheitsgewässer umgeben. |
| Northwest Angle                                                | 1.544,500     | USA                               | –                            | Halbinsel am Lake of the Woods, auf dem Landweg nur über Kanada erreichbar. |
| Point Roberts, Washington State                                | 12,650        | USA                               | –                            | Ort auf einer Halbinsel zwischen der Straße von Georgia und Boundary Bay, auf dem Landweg nur über Kanada erreichbar. |
| Province Point, Vermont                                        |               | USA                               | –                            | Ort auf einer Halbinsel im Lake Champlain, auf dem Landweg nur über Kanada (Provinz Québec) erreichbar. |
| Asien                                                          |               |                                   |                              | |
| Arzwaschen (Արծվաշեն)                                          | 40,000        | Armenien                          | Aserbaidschan                | Gehört zur Provinz Gegharkunik, seit 1992 von Aserbaidschan besetzt. |
| Barak                                                          | 2,000         | Kirgisistan                       | Usbekistan                   | |
| Barxudarlı                                                     | 22,000        | Aserbaidschan                     | Armenien                     | Gehört zur Provinz Qazax, umgeben von der armenischen Provinz Tawusch, von Armenien besetzt. |
| Chong-Kara                                                     |               | Usbekistan                        | Kirgisistan                  | |
| Dahagram-Angarpota                                             | 25,950        | Bangladesch                       | Indien                       | Dahagram-Angarpota verblieb nach Ratifizierung des indisch-bangladeschischen Grenzvertrags 2015 die einzige der bis dahin über 100 Indisch-bangladeschischen Enklaven. |
| Dhekelia-Exklaven                                              | 3,082         | Republik Zypern                   | Dhekelia                     | 4 zyprische Enklaven innerhalb der Britischen Militärbasis Dhekelia (British Sovereign Base Area – SBA) - Flüchtlingslager (EAC Refugee Settlement) - Kraftwerk, südlich vom Flüchtlingslager, getrennt durch eine SBA-Straße - Ormideia - Xylotymvou                                                                  |
| Erenköy/Kokkina                                                | 2,500         | Türkische Republik Nordzypern     | –                            | De facto, da die TRNZ international nicht anerkannt wird, verlassenes türkisch-zyprisches Dorf, heute Militärstützpunkt. |
| Gaza-Streifen                                                  | 360,000       | Palästinensische Autonomiegebiete | –                            | Mit Grenzen zu Ägypten und Israel. |
| Kərki                                                          | 19,000        | Aserbaidschan                     | Armenien                     | Gehört zur Autonomen Republik Nachitschewan, liegt innerhalb der armenischen Provinz Ararat, seit 1992 von Armenien besetzt. |
| Madha                                                          | 75,000        | Oman                              | Vereinigte Arabische Emirate | |
| Musandam-Halbinsel                                             | 1.800,000     | Oman                              | –                            | Wird manchmal auch inkorrekt als Enklave in den Vereinigten Arabischen Emiraten bezeichnet. |
| Nachitschewan                                                  | 5.500,000     | Aserbaidschan                     | –                            | Mit Grenzen zu Armenien, Iran und der Türkei. |
| Nahwa                                                          |               | Vereinigte Arabische Emirate      | Oman                         | Liegt innerhalb der Enklave Madha, ist also eine Enklave in einer Enklave (Enklave zweiter Ordnung). |
| Oe-Cusse Ambeno                                                | 817,230       | Osttimor                          | –                            | |
| Grabstätte des Sulaiman Schah                                  | 0,020         | Türkei                            | Syrien                       | Die Türkei beansprucht das rund zwei Hektar große und von ihr kontrollierte Gebiet um das Grab des Sulaiman Schah – zumindest Letzteres gehört ihr seit der Schließung des Vertrages von Ankara – in Nordsyrien als ihr Staatsgebiet, was jedoch umstritten ist.                                                       |
| Sarwan                                                         | 8,400         | Tadschikistan                     | Usbekistan                   | |
| Shohimardon                                                    | 90,000        | Usbekistan                        | Kirgisistan                  | |
| Soʻx                                                           | 325,000       | Usbekistan                        | Kirgisistan                  | |
| Jangail                                                        |               | Usbekistan                        | Kirgisistan                  | |
| Woruch                                                         | 130,000       | Tadschikistan                     | Kirgisistan                  | |
| Yuxarı Əskipara und Aşağı Əskipara                             |               | Aserbaidschan                     | Armenien                     | Gehört zur Provinz Qazax, umgeben von der armenischen Provinz Tawusch, von Armenien besetzt. |
| Straßenabschnitt südöstlich des Bahnhofs Kairagatsch, kein Ort | < 1,000       | Tadschikistan                     | Kirgisistan                  | In der Karte die markierte Fläche im äußersten Westen Kirgisistans |
| Europa                                                         |               |                                   |                              | |
| Baarle-Hertog                                                  | 2,345         | Belgien                           | Niederlande                  | Die Kleinstadt Baarle rund 40 km nordöstlich von Antwerpen ist zwischen Belgien und den Niederlanden aufgeteilt. Es handelt sich jedoch um einen einzigen gewachsenen Ort. - 22 belgische Exklaven, umgeben von niederländischem Gebiet. Die Staatsgrenzen verlaufen im Ort sogar durch einzelne Häuser und Wohnräume. |
| Baarle-Nassau                                                  | 0,151         | Niederlande                       | Belgien                      | - Eine niederländische Exklave ist vom belgischen Hauptterritorium umgeben, - Sieben weitere liegen innerhalb belgischer Exklaven. |
| Brezovica Žumberačka                                           | 0,018         | Kroatien                          | Slowenien                    | - Eine kroatische Exklave ist unstrittig. - Ob benachbart eine weitere kroatische Exklave existiert, ist aufgrund eines strittigen Grenzverlaufs unklar. |
| Büsingen am Hochrhein                                          | 7,620         | Deutschland                       | Schweiz                      | Besteht seit 1835 als deutsches Zollausschlussgebiet, von 1947 bis 1967 de facto als Schweizer Zollgebiet und seit 4. Oktober 1967 de jure als Schweizer Zollgebiet. |
| Campione d’Italia                                              | 1,600         | Italien                           | Schweiz                      | Eine der ältesten Exklaven, besteht seit 777 |
| Kaliningrader Oblast                                           | 15.125,000    | Russland                          | –                            | Grenzt an Polen und Litauen und hat Zugang zur Ostsee. |
| Llívia                                                         | 12,840        | Spanien                           | Frankreich                   | Spanische Exklave in den Pyrenäen |
| Međurečje                                                      | 3,958         | Bosnien und Herzegowina           | Serbien                      | |
| Sankowo-Medweschje                                             | 4,540         | Russland                          | Belarus                      | Infolge der Nuklearkatastrophe von Tschernobyl aufgegebene Dörfer einer russischen Exklave. |
| San Marino                                                     | 60,570        | –                                 | Italien                      | San Marino ist ein souveräner Staat. |
| Vatikanstadt                                                   | 0,440         | –                                 | Italien                      | Vatikanstadt ist ein souveräner Staat. |
| Vennbahn-Exklaven                                              | 24,876        | Deutschland                       | Belgien                      | 5 deutsche Exklaven liegen westlich der in Grenznähe verlaufenden ehemaligen Vennbahn, deren Trasse durchgehend belgisches Staatsgebiet ist. - Münsterbildchen - Exklave Roetgen/Lammersdorf - Rückschlag - Mützenich - Ruitzhof                                                                                       |
| Gebiet                                                         | Fläche in km² | Exklave(n) von                    | Enklave(n) in                | Bemerkungen, Lage |

## Exklaven und Enklaven auf subnationaler Ebene

### Belgien
- Die Region Brüssel-Hauptstadt ist eine Enklave in der belgischen Provinz Flämisch-Brabant und der Region Flandern.
- Die Deutschsprachige Gemeinschaft besteht aus zwei voneinander getrennten Gebietsteilen.
- Comines-Warneton ist eine Exklave der belgischen Provinz Hennegau, der Region Wallonien und der Französischsprachigen Gemeinschaft.
- Voeren ist eine Exklave der belgischen Provinz Limburg und der Region Flandern.

### Deutschland
- Das Land Berlin ist als Stadtstaat eine Enklave in Brandenburg. Es besitzt selbst noch drei kleine Exklaven (ca. 30 m², ca. 130 m², ca. 1.540 m²), die zum Bezirk Pankow, Ortsteil Blankenfelde (südwestlich vom Mönchmühler Teich) bzw. Ortsteile Buch und Karow (östlich Siedlungsring 32, an der Autobahn A10) gehören, jedoch vom übrigen Land Berlin getrennt sind und so von brandenburgischem Gebiet umschlossen sind. Ebenfalls gibt es im Bezirk Pankow, Ortsteil Buch, eine zum Land Brandenburg gehörende Enklave (ca. 530 m² groß, nahe Am Vorwerk 7).

Exklaven und Enklaven von Stadt und Land Bremen und Stadt Bremerhaven.

- Bremerhaven ist eine Exklave des Landes Freie Hansestadt Bremen. Die Stadt Bremen wiederum hat das Stadtbremische Überseehafengebiet Bremerhaven als „Exklave in der Exklave“. Die Stadt Bremerhaven und somit auch das Land Bremen hat das Fehrmoorgebiet im Nordosten als Exklave, das durch einen schmalen Streifen niedersächsischen Gebietes abgetrennt ist. Der Hauptteil der Stadt Bremen (ohne das obengenannte Überseehafengebiet) ist wiederum eine Enklave im Bundesland Niedersachsen – nicht jedoch das Bundesland Bremen, da dieses in Bremerhaven eine Küstenlinie hat. Zusätzlich hat die Stadt Bremen (Bremen-Aumund) an ihrer nördlichen Grenze zur niedersächsischen Gemeinde Schwanewede mit dem Wohngebiet an der Opitzstraße eine Exklave mit einer Fläche von rund 4,3 ha, deren südlichster Punkt nur etwa 5,6 m vom Hauptgebiet der Stadt Bremen entfernt liegt.
- Die Inseln Neuwerk, Scharhörn und Nigehörn sowie Teile des sie umgebenden Wattenmeeres sind nach dem Staatsvertrag zwischen Hamburg und Niedersachsen vom 26. Mai 1961 (Cuxhaven-Vertrag) eine Exklave des Bundeslands Hamburg. Die Volksdorfer Buschwiese ist eine Hamburger Exklave, die vollständig vom Gebiet der Gemeinde Ammersbek in Schleswig-Holstein umschlossen ist.
- Der nördliche Teil von Ober-Laudenbach (einem Stadtteil von Heppenheim) bildet eine hessische Enklave in Baden-Württemberg und enthält selbst wiederum eine baden-württembergische Enklave in Hessen. Eine weitere baden-württembergische Exklave befindet sich im südlichen, zum Hauptgebiet Hessens gehörigen Teil Ober-Laudenbachs; auch dieser Teil ist zudem auf kommunaler Ebene eine Exklave der Stadt Heppenheim, da er von dieser durch die hessische Gemeinde Mörlenbach getrennt ist.
- Der Ortsteil Breddin-Abbau der Gemeinde Breddin ist eine brandenburgische Exklave in Sachsen-Anhalt.
- Fünf unbewohnte brandenburgische Exklaven liegen östlich von Schopsdorf und südlich von Ziesar in der sachsen-anhaltischen Stadt Möckern. Vier von ihnen gehören zur Gemeinde Buckautal, und eine gehört zum Teil zu Buckautal und zum Teil zur Stadt Ziesar. Umgekehrt liegt eine Exklave von Möckern im Stadtgebiet von Ziesar. 2024 wurde ein Gebietsaustausch zwischen beiden Bundesländern und damit die Auflösung dieser Exklaven vereinbart.[4] Eine Exklave Brandenburgs liegt im Land Berlin (Bezirk Pankow, westlich Am Vorwerk 7).
- Westlich von Billroda sowie westlich von Ziegelroda befindet sich jeweils eine unbewohnte sachsen-anhaltische Exklave in Thüringen.
- Westlich und südwestlich von Schkeuditz (zwischen Halle (Saale) und Leipzig) liegen beiderseits der Autobahn A 9 sechs kleine, unbewohnte Exklaven: drei sächsische Exklaven, umgeben von sachsen-anhaltischem Gebiet, und drei sachsen-anhaltische Exklaven, umgeben von sächsischem Gebiet. Die größte von ihnen ist etwa 8,5 ha groß, die drei kleinsten sind weniger als 0,1 ha groß. Ihre Abstände von der Grenze zwischen den Hauptgebieten der beiden Länder betragen nicht mehr als 150 m, zum Teil weniger als 10 m; auch die Abstände zwischen je zwei Exklaven betragen zum Teil weniger als 10 m.
- Das zu Kassel gehörende Kragenhof ist durch die Fulda von Hessen getrennt und auf dem Landweg nur von Niedersachsen zu erreichen, weswegen es auch die Postleitzahl und Telefonvorwahl des benachbarten Staufenberg (Niedersachsen) hat.
- Das Land Hessen beansprucht die vormals zum Volksstaat Hessen gehörende Gemeinde Bad Wimpfen im baden-württembergischen Landkreis Heilbronn als Exklave seines Staatsgebiets, duldet aber, dass Baden-Württemberg dort seine eigene Staatsgewalt ausübt.
- historische Beispiele: Auflösung zahlreicher Hamburger Exklaven durch das Groß-Hamburg-Gesetz

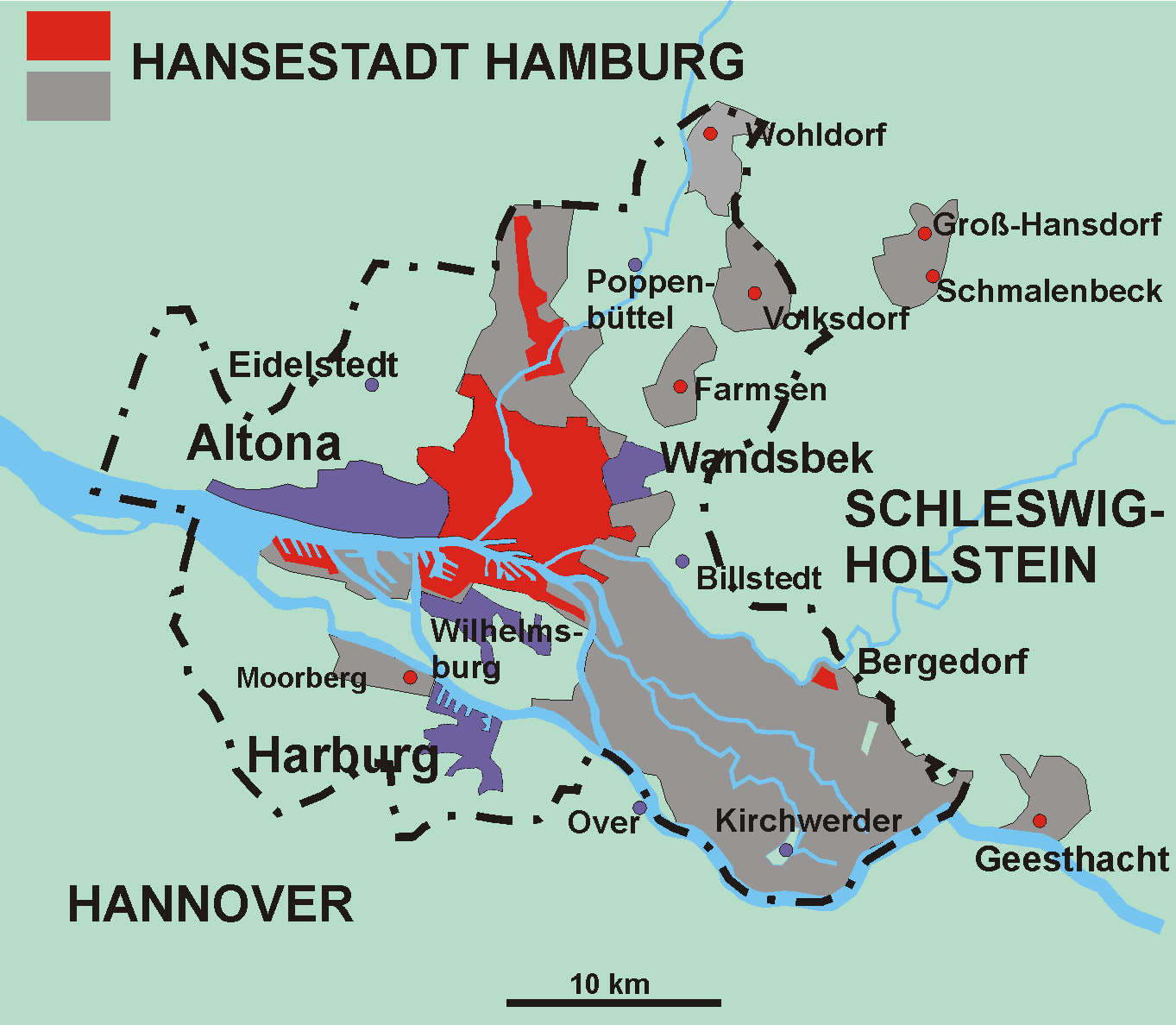
Auflösung zahlreicher Hamburger Exklaven durch das Groß-Hamburg-Gesetz

  - Steinstücken, Wüste Mark, Laßzinswiesen, Erlengrund und Fichtewiese und noch einige weitere Exklaven gehörten bis 1971 bzw. 1988 zu den Exklaven von West-Berlin und waren von der DDR umgeben. Ähnlich war auch West-Berlin als Ganzes während der Deutschen Teilung bis 1990 faktisch eine Exklave der Bundesrepublik.
  - Königsberg in Bayern (und zwei andere kleinere Gebiete) war eine Exklave des Herzogtums Sachsen-Coburg-Gotha in Bayern. Nach dem Ersten Weltkrieg und dem Ende der Monarchie schloss sich der Freistaat Coburg mitsamt den Exklaven an Bayern an.
  - Die Thüringischen Staaten besaßen zahlreiche Exklaven; z. B. war Ostheim vor der Rhön (zusammen mit Sondheim vor der Rhön und zwei weiteren Gemeinden) eine thüringische Exklave in Bayern. Die Exklave kam 1945 zur amerikanischen Besatzungszone und nachfolgend zu Bayern.
  - Das Amt Ritzebüttel und später der entsprechende Teil der Landherrenschaft war Hamburger Gebiet, umgeben von der preußischen Provinz Hannover und der Nordsee, und ging durch das Groß-Hamburg-Gesetz 1937 mit den weiteren Hamburger Exklaven Geesthacht und Großhansdorf an Preußen.
  - Eine im Hinblick auf Exklaven und Enklaven bemerkenswerte Situation stellten auch die Grenzziehungen in Südwestdeutschland nach 1810 dar.

### Frankreich
In Frankreich gibt es zwei Exklaven, die sich komplett im geographischen Gebiet einer anderen Region befinden:
- Der Kanton Valréas des Departements Vaucluse (Region Provence-Alpes-Côte d’Azur), auch Papstenklave genannt, befindet sich komplett innerhalb des Departements Drôme (Region Auvergne-Rhône-Alpes). Das Gebiet war bis 1791 Teil des Kirchenstaates.[5]
- Die Gemeinden Escaunets, Séron und Villenave-près-Béarn gehören zur früheren Grafschaft Bigorre, waren aber bereits historisch eine Enklave in der historischen Provinz Béarn. Heute bilden sie eine Exklave des Départements Hautes-Pyrénées (Region Okzitanien) innerhalb des Départements Pyrénées-Atlantiques (Region Nouvelle-Aquitaine).

In weiteren acht Fällen sind Teile eines Départements ganz von der Fläche eines oder mehrerer anderer Départements der gleichen Region umschlossen. Drei davon betreffen komplette Gemeinden, während in den anderen Fällen nur einzelne Gemeindeteile in einem fremden Département liegen. Die Fälle ganzer Gemeinden mit Exklavencharakter betreffen:
- Die Gemeinden Boursies, Doignies und Mœuvres des Département Nord sind vollständig vom Département Pas-de-Calais umschlossen.
- Die Gemeinde Ménessaire gehört zum Département Côte-d’Or, befindet sich jedoch abgetrennt von diesem zwischen den Départements Nièvre und Saône-et-Loire.
- Die Gemeinde Othe gehört zum Département Meurthe-et-Moselle, ist jedoch vollständig vom Département Meuse umschlossen.

### Österreich
Das Bundesland Wien ist eine Enklave in Niederösterreich. Osttirol ist eine Exklave des Bundeslands Tirol.
Für das Kleinwalsertal und Jungholz siehe Unechte bzw. funktionale En-/Exklaven.

### Schweiz
Die beiden Kantone Appenzell Ausserrhoden und Appenzell Innerrhoden bilden zusammen eine Enklave im Kanton St. Gallen.
Außerdem gibt es auf Kantonsebene zahlreiche kleinere Exklaven:
| Exklave von           | Gebiet                        | Enklave in             | Bemerkungen                               |
| --------------------- | ----------------------------- | ---------------------- | ----------------------------------------- |
| Aargau                | Kloster Fahr                  | Zürich                 |                                           |
| Appenzell Innerrhoden | Oberegg                       | –                      | 2 Exklaven                                |
| Appenzell Innerrhoden | Kloster Grimmenstein          | Appenzell Ausserrhoden |                                           |
| Appenzell Innerrhoden | Kloster Wonnenstein           | Appenzell Ausserrhoden |                                           |
| Basel-Landschaft      | Roggenburg                    | –                      | Grenze mit Punktkontakt (Vierländerpunkt) |
| Bern                  | Münchenwiler                  | Freiburg               |                                           |
| Bern                  | Schelten                      | –                      | Grenze mit Punktkontakt (Vierländerpunkt) |
| Freiburg              | Estavayer-le-Lac              | –                      |                                           |
| Freiburg              | Tours                         | Waadt                  |                                           |
| Freiburg              | Surpierre                     | Waadt                  |                                           |
| Freiburg              | Vuissens                      | Waadt                  |                                           |
| Freiburg              | Wallenbuch                    | Bern                   |                                           |
| Genf                  | Céligny                       | Waadt                  | 2 Exklaven, davon 1 Enklave in der Waadt  |
| Obwalden              | Engelberg                     | –                      |                                           |
| St. Gallen            | Wohngebäude Raach 437, Winden | Thurgau                |                                           |
| Schaffhausen          | Stein am Rhein                | –                      |                                           |
| Schaffhausen          | Rüdlingen/Buchberg            | –                      |                                           |
| Solothurn             | Kleinlützel                   | –                      |                                           |
| Solothurn             | Solothurnisches Leimental     | –                      |                                           |
| Solothurn             | Steinhof                      | Bern                   |                                           |
| Thurgau               | Horn                          | St. Gallen             |                                           |
| Waadt                 | Avenches                      | –                      |                                           |

Anmerkung: Die Exklaven, bei denen in der Spalte „Enklave in“ keine Angabe gemacht ist, grenzen an zwei oder mehr andere Kantone oder an einen anderen Kanton und die Außengrenze der Schweiz. Sie sind also keine Enklaven, da sie nicht von einem einzigen anderen Kanton vollständig umschlossen sind.
Auf Gemeindeebene existieren ebenfalls Exklaven. Besonders zu erwähnen sind folgende Exklaven:
- Exklaven in der Magadinoebene: Dies rührt von der Tatsache her, dass die Bevölkerung im Sommer im Verzascatal lebte und den Winter mit dem Vieh in der Ebene verbrachte. Die Folge ist, dass heute der größere Teil der Bevölkerung von Cugnasco-Gerra und Lavertezzo in den Exklaven lebt. Locarno hat ebenfalls eine Exklave in der Magadinoebene, Gerre di Sotto.
- Oberegg AI, selbst eine Exklave des Kantons Appenzell Innerrhoden, besitzt selbst zwei Exklaven. Der Grenzverlauf ist so angelegt, dass sichergestellt ist, dass jeder Bauernhof gemäß seiner Religion zum richtigen Kanton zugeschlagen wird.
- Rütihof, die Exklave von Baden AG, gilt als die bevölkerungsreichste Exklave der Schweiz auf Gemeindeebene.

### Spanien
In Spanien ist die kastilisch-leonesische Gemeinde Condado de Treviño völlig von baskischem Territorium umgeben, das valencianische Rincón de Ademuz ist von Aragón und Kastilien-La Mancha umgeben. Des Weiteren ist das zu Navarra gehörende Petilla de Aragón (bestehend aus zwei Exklaven) von Aragón, das zu Madrid gehörende Dehesa de la Cepeda von Kastilien-León und die kantabrische Gemeinde Valle de Villaverde vom Baskenland umgeben.

### Vereinigte Staaten
In den Vereinigten Staaten von Amerika gibt es einige Exklaven auf Bundesstaatsebene:
- Der westlichste Punkt des Bundesstaates Kentucky (Kentucky Bend) ist durch eine Flussschleife des Mississippi von Kentucky abgeschnitten. Das Gebiet ist vom Rest Kentuckys aus nur auf dem Landweg über Tennessee oder mit zweimaliger Flussüberquerung über Missouri erreichbar.
- Ellis Island gehört nach einer Gerichtsentscheidung 1998 in seinen ursprünglichen Teilen zu New York, während der nachträglich aufgeschüttete Teil zu New Jersey gehört. Hierdurch ist das New Yorker Gebiet hier komplett von New Jersey umschlossen. Die umgebenden Gewässer sind auf der New Jersey zugehörigen Seite des Hudson River. Liberty Island gehört ebenso zum Bundesstaat New York und ist komplett von Gewässern New Jerseys umgeben.
- Delaware hat einige kleine Landstücke in der Delaware Bay, die nur über New Jersey erreichbar sind.
- Carter Lake im Bundesstaat Iowa hat nur eine Landgrenze zu Nebraska. Über den Missouri River ist Iowa jedoch direkt erreichbar.

## Ehemalige Exklaven und Enklaven im 20. und 21. Jahrhundert
| Gebiet | Exklave von                            | Enklave in                                                        | Bemerkungen |
| Afrika | Afrika                                 | Afrika                                                            | Afrika |
| --- | -------------------------------------- | ----------------------------------------------------------------- | --- |
| Algerien | Frankreich                             | –                                                                 | Die drei Küsten-Départements Algeriens Algier, Constantine und Oran waren 1848–1962 Teil des französischen Mutterlandes und bildeten somit eine Exklave Frankreichs in Nordafrika. |
| Gambela | Anglo-Ägyptischer Sudan                | Abessinien                                                        | 1902 britischer Hafen, Exklave des Anglo-Ägyptischen Sudan und Enklave in Abessinien (1902–1936) bzw. Italienisch-Ostafrika (1936–1941) bzw. Äthiopien (1941–1956). 1956 vom Sudan an Äthiopien übergeben. |
| Libyen (Tripolitanien, Cyrenaika und Fessan) | Osmanisches Reich                      | –                                                                 | Bis zur Eroberung durch die Italiener im Italienisch-Türkischen Krieg 1911/12 waren die osmanischen Provinzen Tripolitanien, Cyrenaika und Fessan faktisch durch das seit 1882 von den Briten besetzte Ägypten vom Mutterland getrennt und bildeten eine osmanische Exklave in Nordafrika. Allerdings blieb Ägypten trotz britischer Besatzung bis 1914 formell ein osmanisches Vizekönigreich unter osmanischer Suzeränität und wurde erst 1914 britisches Protektorat.                                                |
| São João Baptista d’Ajudá | –                                      | Dahomey                                                           | 1680/1865 portugiesische Kolonie, 1961 von Dahomey besetzt und annektiert. |
| Walvis Bay (Walfischbucht) | Südafrika                              | –                                                                 | 1878 britische Kolonie, 1910–1922 zu Südafrika, 1922–1977 Teil des südafrikanischen Mandats- bzw. Treuhandgebietes Südwestafrika, 1977–1994 zu Südafrika, 1994 an Namibia übergeben. |
| Amerika |                                        |                                                                   | |
| Colón | Panama                                 | Panamakanalzone                                                   | 1903–1999 Exklave Panamas und Enklave der amerikanischen Panamakanalzone. |
| Asien |                                        |                                                                   | |
| Chandernagore | Französisch-Indien                     | Britisch-Indien                                                   | 1683–1949 Exklave von Französisch-Indien und Enklave in Britisch-Indien bzw. Indien, 1949 an Indien übergeben. |
| Dadra und Nagar Haveli | Portugiesisch-Indien                   | Britisch-Indien                                                   | 1780–1954 Exklave von Portugiesisch-Indien und Enklave in Britisch-Indien bzw. Indien, 1954 von Indien besetzt, 1961 annektiert. |
| Damão | Portugiesisch-Indien                   | –                                                                 | 1559–1961 Exklave von Portugiesisch-Indien, 1961 von Indien besetzt und annektiert. |
| Diu | Portugiesisch-Indien                   | –                                                                 | 1535–1961 Exklave von Portugiesisch-Indien, 1961 von Indien besetzt und annektiert. |
| Goa | Portugiesisch-Indien                   | –                                                                 | 1510–1961 Hauptgebiet von Portugiesisch-Indien, 1961 von Indien besetzt und annektiert. |
| Gwadar | Oman                                   | –                                                                 | 1783–1958 Exklave von Oman, 1958 an Pakistan übergeben. |
| Hyderabad | –                                      | Indien                                                            | 1947 unabhängiges Fürstentum, 1948 von Indien besetzt und 1950 annektiert. |
| Junagadh | Pakistan                               | Indien                                                            | 1947 pakistanische Exklave, am 9. November 1947 von Indien besetzt und am 25. Februar 1948 an Indien angegliedert. |
| Karikal | Französisch-Indien                     | –                                                                 | 1739–1954 Exklave von Französisch-Indien, 1954 von Indien annektiert. |
| Kowloon Walled City | China                                  | Hongkong                                                          | Exklave von China auf dem Gebiet des ehemals britischen Hongkongs |
| Mahé | Französisch-Indien                     | –                                                                 | 1721–1954 Exklave von Französisch-Indien, 1954 von Indien annektiert. |
| Mount Scopus | Israel                                 | Westjordanland (damals zu Jordanien gehörend)                     | Enklave von 1948 bis 1967, u. a. Standort der Hebräischen Universität Jerusalem. |
| Ostpakistan | Pakistan                               | –                                                                 | 1947–1971 Exklave von Pakistan, 1971 als Bangladesch unabhängig. |
| Pondichéry | Französisch-Indien                     | –                                                                 | 1673–1954 Hauptgebiet von Französisch-Indien, 1954 von Indien annektiert. |
| Smyrna | Griechenland                           | –                                                                 | 1920 im Frieden von Sèvres an Griechenland, 1922 von den Türken erobert, 1923 im Vertrag von Lausanne an die Türkei. |
| Yanaon | Französisch-Indien                     | –                                                                 | 1723–1954 Exklave von Französisch-Indien, 1954 von Indien annektiert. |
| An der Grenze zwischen dem indischen Bundesstaat Westbengalen (Distrikt Koch Bihar) und Bangladesch gab es bis Juli 2015 198 nahe beieinanderliegende Exklaven, siehe indisch-bangladeschische Enklaven. Davon gehörten 106 Exklaven zu Indien und 92 zu Bangladesch. 21 der Exklaven Bangladeschs lagen innerhalb indischer Exklaven, drei indische innerhalb bengalischer Exklaven. Die größte indische Exklave der Region, Balapara Khagrabari, umgab eine Exklave Bangladeschs, Upanchowki Bhajni, in der wiederum eine kleine indische Exklave lag, die weltweit einzige „Exklave dritter Ordnung“ (siehe Karte: Markierung 51/rosa innerhalb 19/grün innerhalb 47/rosa). Im Jahr 2015 wurde ein Indisch-Bangladeschischer Grenzvertrag durch das indische Parlament ratifiziert, und am 1. August 2015 ist dieser schließlich in Kraft getreten. Damit sind alle Exklaven mit Ausnahme von Dahagram-Angarpota in das sie umgebende Staatsgebiet übergegangen. |                                        |                                                                   | |
| Europa |                                        |                                                                   | |
| Ada Kaleh | Osmanisches Reich                      | –                                                                 | 1878–1919 türkische Exklave bei Orșova in der Donau; wurde dann Rumänien zugeschlagen. Die Türken hatten die Insel einst 1440 erobert. |
| Cattaro (serbokroat. Kotor) | Italien                                | –                                                                 | 1941–1943/45 italienische Exklave an der Küste von Montenegro. |
| Ostpreußen | Deutsches Reich                        | –                                                                 | Nach der Abtretung Westpreußens an Polen 1920 vom restlichen Reichsgebiet abgetrennt (Polnischer Korridor) und zwischen Polen, Litauen und der Freien Stadt Danzig eingeschlossen; jedoch war Ostpreußen über die Ostsee vom deutschen Hauptstaatsgebiet zugänglich. 1945 kam es dann de facto an die Volksrepublik Polen und die Sowjetunion. |
| Spalato (serbokroat. Split) | Italien                                | –                                                                 | 1941–1943/45 italienische Provinz an der dalmatinischen Küste. |
| Steinstücken | West-Berlin                            | DDR                                                               | 1972 wurde von der DDR ein Verbindungsstreifen für eine Zugangsstraße abgetreten; seitdem war Steinstücken keine Ex- und Enklave mehr. Die DDR erhielt für die Gebietsabtretung unter anderem die Nuthewiesen und 4 Millionen DM. |
| Verenahof | Deutschland                            | Schweiz                                                           | Durch Staatsvertrag 1967 zur Schweiz gekommen. |
| West-Berlin | (de facto: Bundesrepublik Deutschland) | DDR                                                               | Ab der Gründung der DDR 1949 bis zur Wiedervereinigung 1990. Während die Bundesrepublik Berlin (West) unter Einschränkungen (→ Berlin-Frage) als ihre Exklave betrachtete, sprach die DDR von der besonderen politischen Einheit Westberlin ohne Zugehörigkeit zur Bundesrepublik; die Westalliierten gingen von einem Besatzungsgebiet Gesamt-Berlin aus, zu dem auch Ost-Berlin gehörte. Je nach völkerrechtlicher Interpretation wurde daher entweder West-Berlin oder Gesamt-Berlin als Enklave in der DDR gesehen. |
| Weitere Berliner Exklaven, u. a. Nuthewiesen, Wüste Mark, Fichtewiese, Erlengrund, Laßzinswiesen, Große Kuhlake, Falkenhagener Wiese, Finkenkrug, 3 Gebietsstücke in Klein Glienicke u. a. | West-Berlin                            | DDR                                                               | Wurden in zwei Gebietsaustauschen 1972 und 1988 z. T. an die DDR abgegeben, z. T. mit West-Berlin verbunden. |
| Zara (serbokroat. Zadar) | Italien                                | Königreich der Serben, Kroaten und Slowenen (ab 1929 Jugoslawien) | 1920–1941 italienische Exklave im Königreich der Serben, Kroaten und Slowenen (ab 1929 Jugoslawien), gleichzeitig bildete es eine Enklave, da die Ausfahrt des Hafens bereits zu den jugoslawischen Hoheitsgewässern gehörte. Mit dem Anschluss des Hinterlandes an Italien 1941 war die Stadt keine Exklave mehr. 1947 fiel das gesamte Gebiet an Jugoslawien. |
| Zehlendorf | Sowjetunion                            | DDR                                                               | Vorübergehende Exklave: Von 1978 bis 1979 war die Baustelle eines Sendemastes eine Exklave der Sowjetunion. |
| Ozeanien |                                        |                                                                   | |
| Niederländisch-Neuguinea (Westneuguinea) | Niederländisch-Indien                  | –                                                                 | 1828–1949 Exklave von Niederländisch-Indien. |

## Unechte bzw. funktionale En-/Exklaven

### Teile von Staaten
- Österreich, funktionale österreichische Exklaven, nur über Deutschland zugänglich
  - Hinterriß ist kein deutsches Zollanschlussgebiet.
  - Jungholz ist nur an einem Punkt mit Österreich verbunden und damit keine Enklave in Deutschland. Jungholz ist seit 1868 bayerisches, heute deutsches Zollanschlussgebiet.
  - Kleines Walsertal, seit 1891 deutsches Zollanschlussgebiet.
- Dubki, ein russisches Dorf, liegt an der westlichen (estnischen) Küste des Peipussees.
- Frische Nehrung; der nordöstliche, zu Russland gehörende Teil ist von Russland aus auf dem Landweg nur über Polen zu erreichen.
- Kurische Nehrung; der nordöstliche, zu Litauen gehörende Teil ist von Litauen aus auf dem Landweg nur über Russland zu erreichen.
- Livigno, frühere funktionale italienische Exklave in der Schweiz, seit 1805 Zollausschlussgebiet (Zollfreizone).
- Nordirland, Exklave des Vereinigten Königreichs Großbritannien und Nordirland mit Verbindung über Hoheitsgewässer, grenzt landseitig nur an die Republik Irland.
- Os de Civís, funktionale spanische Exklave, nur über Andorra zugänglich.
- Samnaun, frühere funktionale Exklave der Schweiz in Österreich, seit 1892 Zollausschlussgebiet (Zollfreizone).
- Temburong, Exklave Bruneis mit Verbindung über Hoheitsgewässer sowie seit 2020 über die Temburong-Brücke, grenzt landseitig nur an Malaysia.
- Zeeuws Vlaanderen, niederländische Exklave mit Verbindung über Hoheitsgewässer, vor Eröffnung des Westerscheldetunnels auf dem Landweg nur über belgisches Hoheitsgebiet erreichbar.
- Die irischen Dörfer Drumgarn, Clonooney, Clonagore und Clonowla im County Monaghan sind aufgrund der komplizierten Grenzziehung auf dem Landweg nur über das Vereinigte Königreich (Nordirland) erreichbar; vom Rest Irlands sind sie durch einen Fluss getrennt.
- Südlicher Teil der kroatischen Gespanschaft Dubrovnik-Neretva, landseitig durch den zu Bosnien-Herzegowina gehörenden Neum-Korridor vom Rest Kroatiens getrennt, Verbindung über Hoheitsgewässer und Brücke.

### Staaten
Verschiedene Staaten und abhängige Gebiete mit Zugang zum offenen Meer sind auf der Landseite vom Gebiet nur eines anderen Staates begrenzt:
- Brunei, unabhängiger Staat, besteht aus zwei voneinander getrennten Gebietsteilen, die beide nur eine Landgrenze mit Malaysia besitzen.
- Dominikanische Republik, unabhängiger Staat, besitzt nur eine Landgrenze mit Haiti.
- Gambia, unabhängiger Staat, besitzt nur eine Landgrenze mit Senegal.
- Gibraltar, britisches Überseegebiet, besitzt nur eine Landgrenze mit Spanien.
- Vereinigtes Königreich Großbritannien und Nordirland, unabhängiger Staat, besitzt nur eine Landgrenze mit der Republik Irland.
- Haiti, unabhängiger Staat, besitzt nur eine Landgrenze mit der Dominikanischen Republik.
- Irland, unabhängiger Staat, besitzt nur eine Landgrenze mit dem Vereinigten Königreich Großbritannien und Nordirland.
- Katar, unabhängiger Staat, besitzt nur eine Landgrenze mit Saudi-Arabien.
- Republik Korea (Südkorea), unabhängiger Staat, besitzt nur eine Landgrenze mit der Demokratischen Volksrepublik Korea (Nordkorea).
- Monaco, unabhängiger Staat, besitzt nur eine Landgrenze mit Frankreich.
- Osttimor, unabhängiger Staat, besteht aus zwei voneinander getrennten Gebietsteilen, die beide nur eine Landgrenze mit Indonesien besitzen.
- Papua-Neuguinea, unabhängiger Staat, besitzt nur eine Landgrenze mit Indonesien.
- Portugal, unabhängiger Staat, besitzt nur eine Landgrenze mit Spanien.

### Andere Gebiete
- Athos, autonome Mönchsrepublik, besitzt nur eine Landgrenze mit Griechenland.
- Baikonur, seit 1994 russisches Pachtgebiet in Kasachstan.

### Ehemalige En-/Exklaven
- Aden, 1937–1967 britische Kolonie, grenzte landseitig nur an das britische Protektorat Hadramaut.
- Hanko, 1940–1944 sowjetisches Pachtgebiet in Finnland.
- Hongkong, 1841–1997 britische Kolonie, grenzte landseitig nur an die Volksrepublik China.
- Ifni, 1860–1969 spanische Besitzung in Nordafrika, grenzte landseitig nur an Marokko (1860–1912 und 1956–1969) bzw. Französisch-Marokko (1912–1956).
- Kiautschou, 1898–1920 deutsches, 1920–1922 japanisches Pachtgebiet, grenzte landseitig nur an China.
- Kuwait, 1899–1961 britisches Protektorat, grenzte bis 1920 landseitig nur an das Osmanische Reich.
- Kwangtschouwan, 1898–1946 französisches Pachtgebiet in China.
- Kwantung, 1898–1905 russisches, 1905–1945 japanisches, 1945–1955 sowjetisches Pachtgebiet in China (1898–1932 und 1945–1955) bzw. Mandschukuo (1932–1945).
- Macau, 1557–1999 portugiesische Besitzung, grenzte landseitig nur an die VR China.
- Neufundland, ab 1907 britisches Dominion, grenzte landseitig nur an Kanada, an welches es 1949 angeschlossen wurde.
- Panamakanalzone, 1903–1999 Besitzung der USA, grenzte landseitig nur an Panama.
- Porkkala, 1944–1956 sowjetisches Pachtgebiet in Finnland.
- Spiss (Tirol), frühere funktionale Exklave Österreichs, bis 1980 nur über Samnaun (Schweiz) erreichbar.
- Suez-Kanalzone, 1888–1956 exterritoriale Zone, grenzte landseitig nur an Ägypten.
- Tanger, 1912–1956 internationale Zone, grenzte landseitig nur an Spanisch-Marokko.
- Weihaiwei, 1898–1930 britisches Pachtgebiet in China.
- In den Gebieten der Evangelischen Landeskirchen Deutschlands gibt es, bedingt durch die historische Entwicklung, einige Exklaven. Dazu gehört z. B. seit 1990 wieder der Kirchenkreis Schmalkalden der Evangelischen Kirche von Kurhessen-Waldeck im heutigen Bundesland Thüringen. Das Gleiche gilt auch für die katholischen Diözesen.

### Temporäre Ex-/Enklaven
- Das Gebiet der Baustelle des Hauptsendemastes von Zehlendorf war 1978/79 während der Bauarbeiten eine sowjetische Exklave, um den Aufbau desselben wegen niedrigerer Sicherheitsstandards in der damaligen Sowjetunion schneller durchführen zu können.
- Kolportiert wird, dass die Suite 212 des Claridge’s Hotel in London während des 17. Juli 1945 von Großbritannien an Jugoslawien abgetreten wurde, um die Geburt des Kronprinzen Alexander, dessen Eltern zu dieser Zeit in London exiliert waren, auf jugoslawischem Boden zu ermöglichen. Dafür existieren allerdings keine entsprechenden Unterlagen.[8]